# Nymphula leucoplagalis
Nymphula leucoplagalis là một loài bướm đêm trong họ Crambidae.